# 云龙湖大桥
云龙湖大桥是连接沈阳市于洪新城与和平区满融地区的一座跨越浑河的桥梁，目前为沈阳浑河城市段最长的跨河桥梁。

## 历史
云龙湖大桥于2014年11月18日开工建设，2015年10月15日竣工通车，全长1707.11米，桥梁主桥长1011米，宽40米，为双向8车道，两侧建有5米宽非机动车与人行道。